# Bahnhof Shin-Takaoka
Shin-Takaoka (jap. 新高岡駅, Shin-Takaoka-eki) ist ein Bahnhof der West Japan Railway Company (JR West) auf der japanischen Insel Honshū. Er befindet sich südlich der Stadt Takaoka in der Präfektur Toyama am Kreuzungspunkt des Hokuriku-Shinkansen mit der Jōhana-Linie. Seine Eröffnung erfolgte am 14. März 2015 im Zuge der Hokuriku Shinkansen Verlängerung von Nagano nach Kanazawa.

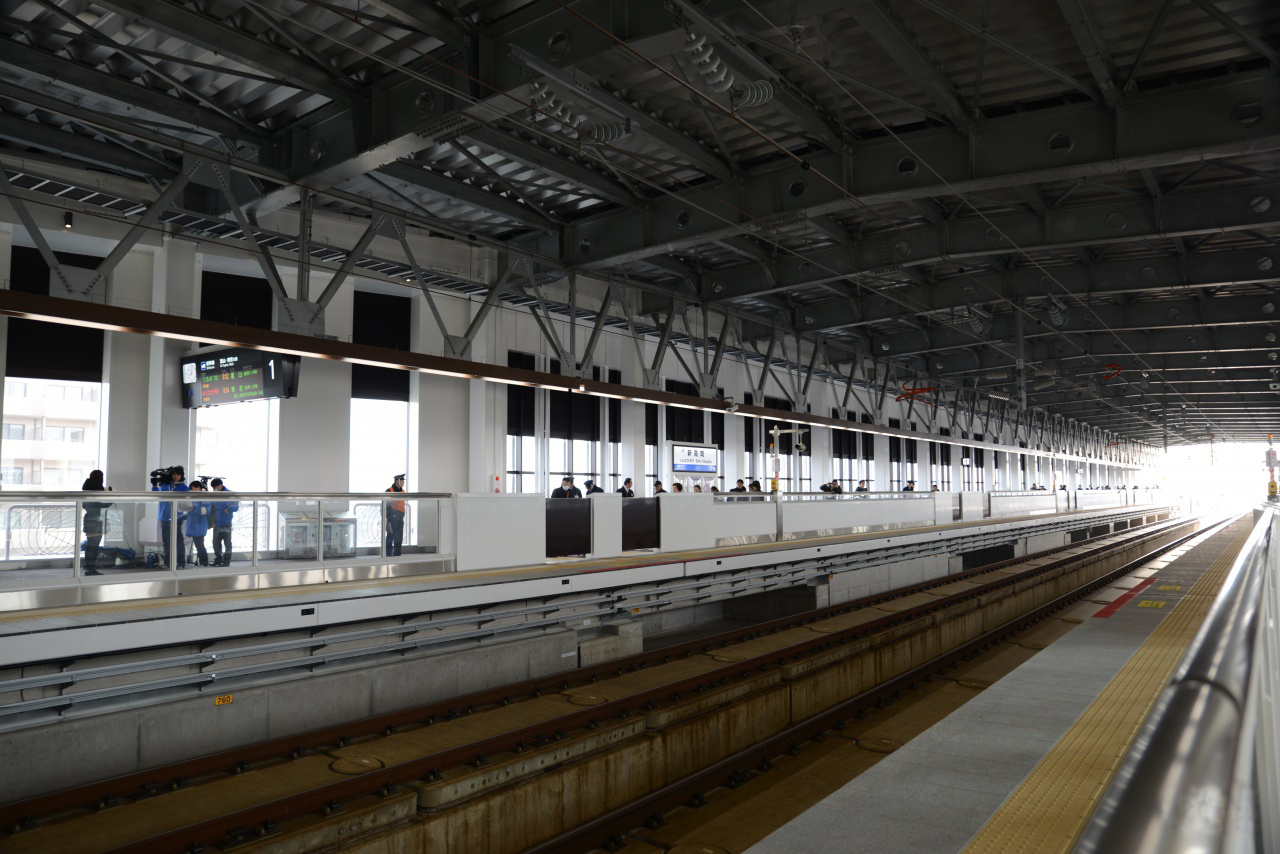
Hokuriku Shinkansen Bahnsteige, März 2015
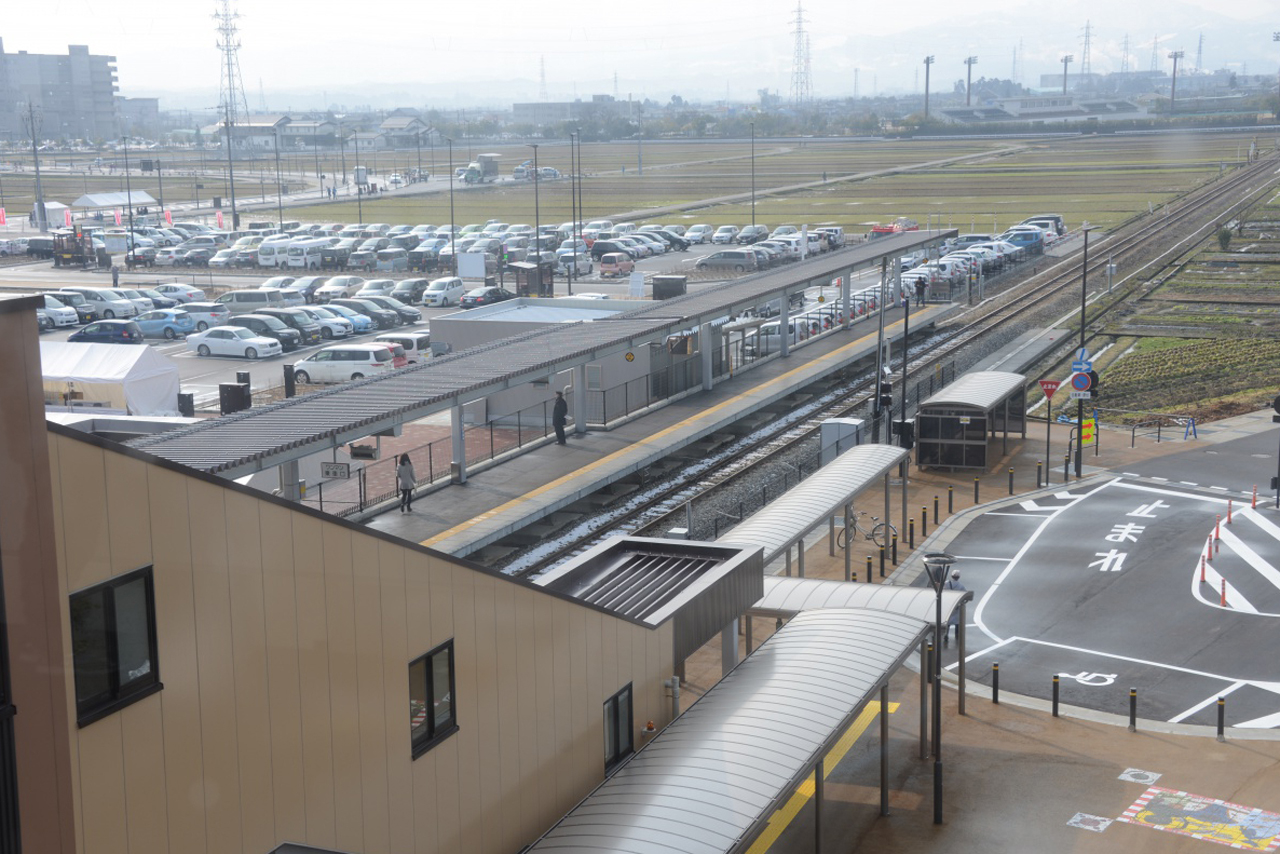
Bahnsteig der Johana Linie vom Hauptgebäude aus betrachtet, März 2015

## Weiteres
Am Bahnsteig der Jōhana Linie hält an Wochenenden auch der Ausflugszug Belles montagnes et mer.